# Sparbankshallen i Tidaholm

Sparbankshallen i Tidaholm är en evenemangs- och idrottshall, belägen på von Essens väg intill grundskolan Hellidsskolan  (tidigare Hökensåsskolan) i Tidaholm.
Idrottshallen invigdes den 6 maj 2000 och ersatte därmed Hellidsskolans gamla gymnastiksal, belägen mot denna skolans matsal (den stora). Idag är den gamla gymnastiksalen bildsal.
Innebandylaget Fröjereds IF och handbollslaget HVT (Handbollens Vänner Tidaholm) brukar använda idrottshallen vid innebandymatcher och handbollsmatcher.